# فرودگاه آبی لک سپت-ایلس
فرودگاه آبی لک سپت-ایلس (به انگلیسی: Lac Sept-Îles Water Aerodrome) یک فرودگاه خصوصی است که یک باند فرود آب دارد. این فرودگاه در کشور کانادا قرار دارد و در ارتفاع ۲۰۹ متری از سطح دریا واقع شده است.